# Serhij Kiwalow

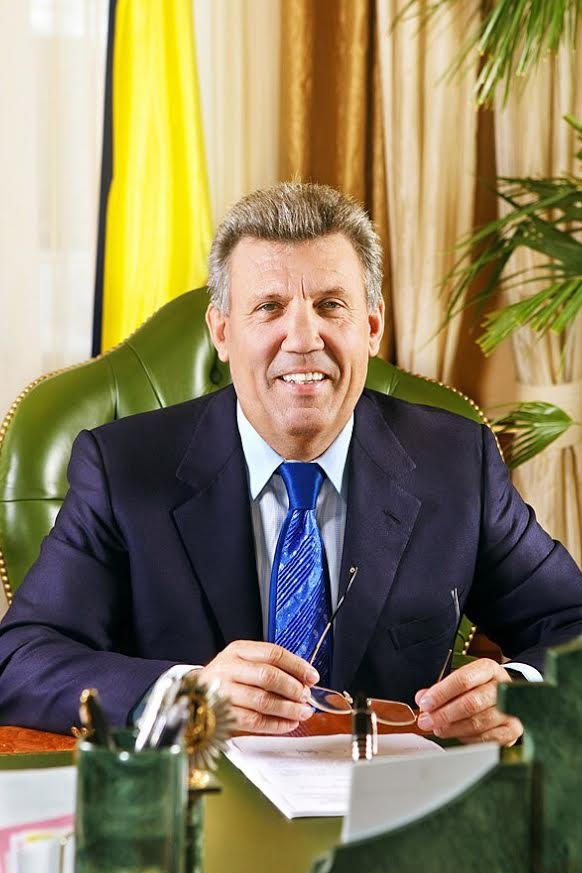
2015

Serhij Wassilowitsch Kiwalow (ukrainisch Сергій Васильович Ківалов; russisch Сергей Васильевич Кивалов; * 1. Mai 1954 in Tiraspol, Moldauische SSR) ist ein ukrainischer Politiker. Er gehört der Partei der Regionen an.

## Leben und Karriere
Kiwalow wurde in Tiraspol geboren und studierte in Swerdlowsk von 1976 bis 1980 Rechtswissenschaften. Nach dem Studium und seinem Militärdienst arbeitete er zunächst im sowjetischen Innenministerium, später war er Dozent an der Universität Odessa. 1998 war er Mitbegründer und erster Präsident der Nationalen Juristischen Akademie Odessa (Одеська юридична академія). Seit 1998 war Kiwalow Abgeordneter des Ukrainischen Parlaments und Mitglied des Obersten Rates der Justiz der Ukraine.

Im Februar 2004 wurde Kiwalow zum Vorsitzenden der Zentrale Wahlkommission der Ukraine für die Präsidentschaftswahlen ernannt, in diesem Zusammenhang gab er sein Abgeordnetenmandat zurück. Bereits kurz nach Schließung der Wahllokale am 21. November 2004 verkündete Kiwalow einen Sieg des Kandidaten Wiktor Janukowytsch. Aufgrund von Betrugsvorwürfen und den anschließend folgenden Massenprotesten (Orange Revolution) wurde der Entscheid der Wahlkommission durch den Obersten Gerichtshof in Kiew aber für ungültig erklärt und Kiwalow musste als Leiter der Kommission zurücktreten. Ihm wurde in diesem Zusammenhang wiederholt vorgeworfen, das Wahlergebnis manipuliert bzw. verfälscht zu haben. Kiwalow hat diese Vorwürfe stets bestritten und es kam nie zu einer gerichtlichen Verurteilung. Die angeordnete Wiederholung der Stichwahl um das Präsidentenamt gewann Wiktor Juschtschenko.

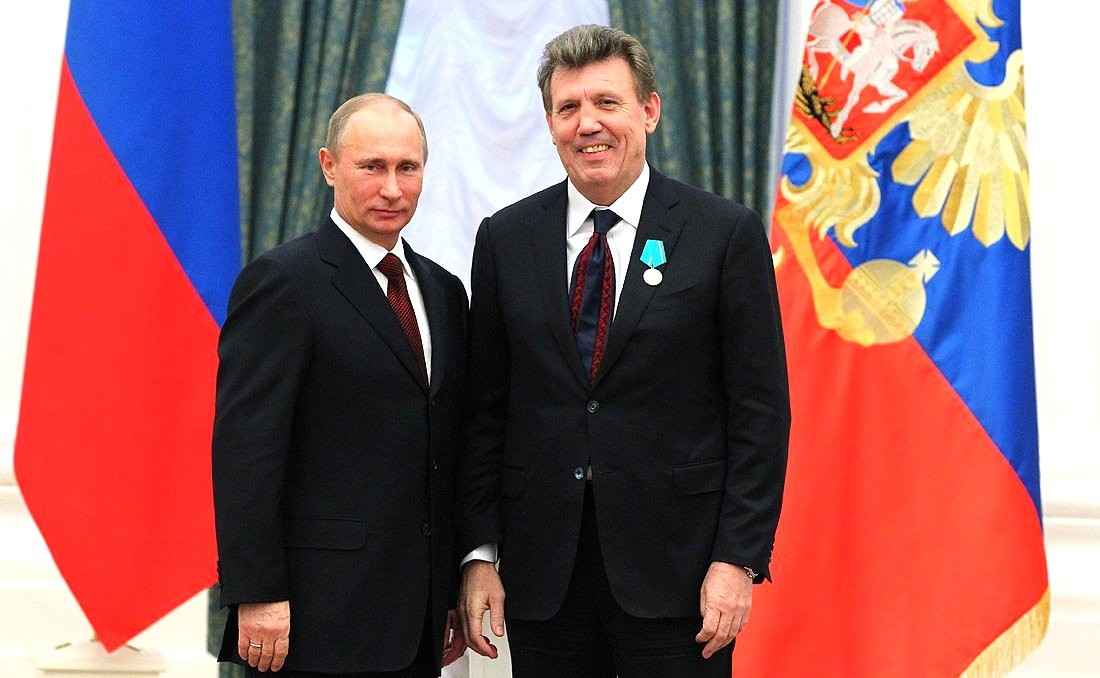
Kiwalow im Februar 2013

Seit den Parlamentswahlen im Mai 2006 war Kiwalow wieder Abgeordneter der Werchowna Rada, zeitweise war er der Vorsitzende des Parlamentsausschusses für Justiz. Kiwalow war maßgeblich an der Ausarbeitung des Gesetzes „Zu den Grundlagen der staatlichen Sprachpolitik“ beteiligt. Das im August 2012 in Kraft getretene umstrittene Gesetz sieht eine breitere Anwendung von Regionalsprachen im alltäglichen sowie im amtlichen Gebrauch vor und wird vor allem als Aufwertung der russischen Sprache angesehen. Die Debatte und die Abstimmung im Parlament über das Gesetz war von Tumulten und Schlägereien begleitet. Seitdem besitzt die Russische Sprache in der Ukraine erstmals seit 1991 wieder einen offiziellen Status in dem Land.
Kiwalow wurde 2009 vom damaligen russischen Präsidenten Dmitri Medwedew mit dem Orden der Freundschaft und im Februar 2013 vom russischen Präsidenten Wladimir Putin mit der Puschkin-Medaille ausgezeichnet. Er ist Mitglied der ukrainischen Delegation der Parlamentarischen Versammlung des Europarates PACE.
Beim Raketenangriff auf Odessa vom 29. April 2024, bei dem seine zeitweilige Residenz getroffen wurde, erlitt Kiwalow Verletzungen.